# Michael Huber
Pour les articles homonymes, voir Huber.
Œuvres principales
- Choix de poésies allemandes (traduction et histoire critique, 1766)
- Handbuch für Kunstliebhaber und Sammler (8 volumes, 1796–1804)

Michael Huber (né le 27 septembre 1727 à Frontenhausen et mort le 15 avril 1804 à Leipzig), est un philologue, écrivain, traducteur et historien allemand spécialisé en littérature et en peinture.
D’origine allemande, Huber viut presque constamment à Paris. Il écrit dans divers recueils français et traduit en français, outre les Idylles de Gessner, un assez grand nombre d’ouvrages artistiques, historiques ou littéraires, de Winckelmann, de Hagedorn, de Campa, de Thummel, etc.

## Biographie
Michael Huber se fait connaitre pour la traduction d'auteurs allemands contemporains en français. Il traduit en particulier l'œuvre de Johann Joachim Winckelmann Geschichte der Kunst des Altertums (Histoire de l'art chez les Anciens), publié en 1789 mais aussi des écrits de Salomon Gessner, Gotthold Ephraim Lessing, Friedrich Gottlieb Klopstock, Christoph Martin Wieland, Johann Peter Uz, Johann Wilhelm Ludwig Gleim, Anna Louisa Karsch, etc.
Michael Huber publie en 1766 son Choix de poésies allemandes qui permet la découverte en France de la littérature contemporaine d’outre-Rhin. Cela permet en particulier l’ouverture de la France à la poésie allemande.
Il est le père de Ludwig Ferdinand Huber journaliste et écrivain allemand, né à Paris en 1764 et mort à Ulm en 1804, qui dirige longtemps l’Allgemeine Zeitung et laisse aussi des ouvrages et traductions.

## Œuvre
- Choix de poésies allemandes (4 volumes, 1766)
- Notices générales des graveurs, divisés par nations, et des peintres rangés par écoles, précédées de l'histoire de la gravure et de la peinture depuis l'origine de ces arts jusqu'à nos jours, et suivies d'un catalogue raisonné d'une collection choisie d'estampes. J.G.I. Breitkopf, Dresden/Leipzig, 1787 (lire en ligne).
- Verzeichnis einer Sammlung von Kupferstichen alter und neuer Meister, welche nach… [dem] 17. Oct. 1803 verauctionirt werden soll. Rostische Kunsthandlung, Leipzig, 1803.
- Handbuch für Kunstliebhaber und Sammler (8 volumes, 1796–1804)
- Michael Huber, Carl Christian Heinrich Rost, C. J. Martini (Hrsg.): Manuel des curieux et des amateurs de l'art, contenant une notice abrégée des principaux graveurs, et un catalogue raisonné de leurs meilleurs ouvrages; depuis le commencement de la gravure jusques à nos jours: les artistes rangés par ordre chronologique, et divisés par école. Gessner/Fuesslin, Zürich, 1797–1808.
  - tome 1 : école allemande (lire en ligne)
  - tome 2 : suite de l'école allemande (lire en ligne)
  - tome 3 : école italienne (lire en ligne)
  - tome 4 : suite de l'école italienne (lire en ligne)
  - tome 5 : école des Pays-Bas (lire en ligne)
  - tome 6 : seconde partie de l'école des Pays-Bas (lire en ligne)
  - tome 7 : école de France (lire en ligne)
  - tome 8 : école de France (lire en ligne)
  - tome 9 : école anglaise (lire en ligne)
- Catalogue du Cabinet d’estampes anciennes, modernes & rares de toutes les écoles dans une suite d’artistes depuis l’origine de l’art jusques à nos jours, de M. Huber, dont la vente publique se fera le 18 janvier 1790 aux heures ordinaires avant & après midi par M. Weigel, Proclamateur juré de l’Université de Leipsig, payable en argent de Saxe, ou en Louis d’or à 5 écus (lire en ligne).